# アルパイン・マスティフ
アルパイン・マスティフ（英：Alpine Mastiff）とは絶滅したスイス原産のモロサス犬種で、セント・バーナードの先祖である。アルペン・マスティフとも称する。 

## 概要
現代のイングリッシュ・マスティフ （「Couchez」などの犬を通じて） だけでなく、これらの品種に由来する他の品種にも大きく貢献、密接に関連している。 M.B.Wynnは、「1829年に、L'Amiと名付けられた古いアルプスのマスティフ種であるブリンドルの犬がグラン・サン・ベルナール峠の修道院から運び込まれ、ロンドンで最も大きな犬としてリヴァプールで展示された。」と記している。デボンシャー第5公爵であるウィリアム・キャヴェンディッシュは、チャッツワース・ハウスでアルパイン・マスティフを飼育していたと考えられている。 
「アルパイン・マスティフ」と「セント・バーナード」の名前は19世紀初頭に同じ意味で使用されていた。しかし、グラン・サン・ベルナール峠の修道院で飼育されていた犬は、 ニューファンドランドやグレート・デーンなどの他の品種を導入することで大幅に変化した 。現在のセント・バーナードはこれらの子孫である  。これらの犬は必然的に多くの個体に影響を与え、元の純粋なアルパイン・マスティフは減少し、最終的に消滅した。 
かつてアルパイン・マスティフが存在した地域で発見された「Cane Garouf」や「Patua」という珍しい品種は絶滅した本種の子孫である可能性がある 。 
1970年代からセント・バーナード 、グレート・デーン 、グレート・ピレニーズ 、バーニーズ・マウンテン・ドッグなどを使用して、アルパイン・マスティフを復元させるいくつかの試みが存在する。 

## 特徴
チベタン・マスティフやコーカシアン・シェパード・ドッグと並んで、本当に巨大なサイズに到達した最初の犬種の1つである。最大の個体は体高1m（39インチ）以上、体重150kg（360ポンド）以上で、現代のセント・バーナードやイングリッシュ・マスティフを超えている。 